# Professzorok Batthyány Köre
A Professzorok Batthyány Köre (rövidítve: PBK) egy magyar egyesület, amely a konzervatív polgári értékek iránt elkötelezett egyetemi tanárok együttműködésének kereteit kívánja megkönnyíteni, megoldásokat keresve Magyarország aktuális problémáira, hogy ezzel hozzájáruljon az ország felemelkedéséhez. Működése az ország egész területére kiterjed. Nonprofit szervezet, mely bevételeit kizárólag céljainak megvalósítására fordítja.

## Székhelye
1067 Budapest, Eötvös utca 24.

## Története
1995. június 3-án alakult meg a Batthyány Lajos Alapítvány támogatásával, baráti együttműködésnek induló szervezetként, amelyben egyetemi tanárok jöttek össze annak érdekében, hogy időnként megfogalmazzák az általuk közösen vallott értékek alapján a magyar társadalom helyzetével kapcsolatos nézeteiket. A PBK 2002-ben vált bejegyzett egyesületté.

## Küldetése
A szervezet küldetésének tekinti azon professzorok összefogását, akik „felajánlják tudásukat, szellemüket, hazai és nemzetközi tekintélyüket a kiútkeresés nehéz feladatához”. A kör alapvetően konzervatív értékek mentén szerveződik, tevékenységével a „polgári értékrendet” magukénak vallók érdekérvényesítését kívánja elősegíteni.

## Szervezete
- Legfelsőbb szerve a közgyűlés.
- A közgyűlés 3 éves időtartamra titkos szavazással választja meg az elnökség 5 tagját. Ez az 5 tag az elnök, az alelnök, a titkár és további két tag.[3]

## Elnöke
- 2002.09-2003.09: Pálinkás József  (A Fidesz kulturális tagozatának elnökévé választották, ezért az elnöki pozícióról lemondott).
- 2003.09.27-2018: Náray-Szabó Gábor.[4][5]
- 2019.04-2022: Sótonyi Péter
- 2022.05.07.-: Kollár Lajos[6]

## Tagjai
- Ádám Antal – geofizikus
- Andó István – állatorvos
- Apagyi Barnabás – fizikus
- Bácsy Ernő – orvos, sejtbiológus
- Bagi Dániel – történész, polonista, dzsesszzenész
- Bakacsi Gyula – közgazdász
- Balázsházy Imre – fizikus
- Balázs Ervin – kertészmérnök
- Balogh Ádám – orvos
- Balogh Elemér – jogtörténész
- Bánfalvi Gáspár – biológus, gyógyszerész
- Bánhidi László – épületgépész
- Baradnay Gyula – orvos
- Barlay Ödön Szabolcs – paptanár, történész
- Barna B. Péter – fizikus
- Barna Gábor – néprajzkutató
- Barnabás Beáta – növénybiológus
- Barta János – történész
- Basky Zsuzsanna – aphidológus
- Bassola Péter – nyelvész
- Bencze Gyula – fizikus
- Bérczi István – geológus
- Bernáth Árpád – irodalomtörténész
- Bertényi Iván – történész
- Bíró Tamás Sándor – fizikus
- Bitskey István – irodalomtörténész
- Bolberitz Pál – teológus, filozófus
- Bollobás Ernő – irodalomtörténész
- Borhidi Attila – biológus, ökológus
- Bősze Péter – orvos
- Botos Katalin – közgazdász
- Csákiné Michéli Erika – agrármérnök
- Csanády Miklós – orvos, kardiológus
- Csejtei Dezső – filozófiatörténész
- Csernai László Pál – fizikus
- Csikor Ferenc – fizikus
- Czigner Jenő – orvos
- Czitrovszky Aladár – fizikus
- Czvikovszky Tibor – vegyészmérnök
- Dulácska Endre – építészmérnök
- Dux László – biokémikus, laborszakfőorvos
- Elekes Károly – kutatóbiológus
- Embey-Isztin Antal – geológus
- Fazekas András – fogorvos
- Finta József – építészmérnök
- Fodor Pál – történész
- Fogarasi Géza – vegyész
- Füzesi Kristóf – orvos, gyermeksebész
- Gallyas Ferenc – fiziko-kémikus
- Garay Barnabás – matematikus
- Gáspár Zsolt – építőmérnök, alkalmazott matematikus
- Gausz János – biológus
- Gőcze Péter Miklós – nőgyógyász, onkológus
- Gönczöl Éva – orvos, mikrobiológus
- Greschik Gyula – építőmérnök
- Győry Kálmán – matematikus
- Gyurkovits Kálmán – orvos
- Hajdu Lajos – matematikus
- Hámori József – biológus
- Hegedűs István – építőmérnök, statikus
- Horváth István – fizikus, csillagász
- Imre László – irodalomtörténész
- Izsák János Kornél – biomatematikus
- Jani Péter – fizikus
- Járai Antal – matematikus
- Jeney András – orvos
- Kádár György – fizikus
- Karádi Zoltán – orvos
- Keglevich György – vegyészmérnök
- Kengyel Miklós – jogász
- Kilár Ferenc – vegyész
- Király Zoltán – növénypatológus
- Kiss Ádám – fizikus
- Kiss István – biológus
- Kiss János – vegyész
- Kóczy T. László – informatikus
- Kollár Lajos – sebész
- Korányi László – orvos
- Kovács Gábor – orvos
- Kovács László – orvos
- Kovács László – orvos
- Kovács Péter – jogász
- Krommer Károly – orvos, onkológus
- Kurutzné Kovács Márta – építőmérnök
- Lénárd László – orvos, biológus
- Liposits Zsolt – orvos
- Lipták József – gyógyszerész
- Lovas Rezső – fizikus
- Martonyi János – jogász
- Mesterházy Ákos – növénynemesítő
- Mezei Ferenc – fizikus
- Mezey Pál – vegyész, matematikus
- Mező Gábor – vegyész
- Mindszenty Andrea – geológus
- Molnár Béla – geológus
- Monos Emil – orvos, fiziológus
- Nagy Péter Tibor – matematikus
- Nagy Sándor – orvos
- Náray-Szabó Gábor – vegyész
- Néda Zoltán – fizikus
- Novák Zoltán – gyermekorvos
- Nowinszky László – mezőgazdasági mérnök
- Ősapay György – vegyész
- Pál József – irodalomtörténész
- Papp István – növénybiológus
- Párducz Árpád – biofizikus
- Párkányi László – vegyészmérnök
- Perner Ferenc – sebész
- Péter Ferenc – orvos
- Pethő Attila – matematikus
- Prószéky Gábor – számítógépes nyelvész
- Prugberger Tamás – jogász
- Pusztai Rozália – orvos
- Renner Antal – baleseti sebész
- Rihmer Zoltán – orvos, pszichiáter
- Rókusfalvy Pál – pszichológus
- Rosta István – mérnök, tudománytörténész
- Sándor Péter – orvos
- Sárközy Péter – irodalomtörténész
- Simig Gyula – vegyészmérnök
- Sohár Pál – kémikus
- Solymosi László – történész
- Sonkodi Sándor – belgyógyász, nefrológus
- Sótonyi Péter Tamás – állatorvos
- Stumpf István – alkotmánybíró
- Szabó Csaba Attila – villamosmérnök
- Szabó József – állatorvos
- Szakolczai György – közgazdász
- Szántai Tamás – matematikus
- Szarka László – geofizikus
- Szeidl László – matematikus
- Székely Miklós – kutató orvos
- Szelényi Zoltán – orvos, patofiziológus
- Szenci Ottó – állatorvos
- Szendi Zoltán – irodalomtörténész
- Szendrei Kálmán – gyógyszerész
- Szirányi Tamás – villamosmérnök
- Szőkefalvy-Nagy Zoltán – fizikus
- Szollár Lajos – orvos
- Tardy Pál – kohómérnök
- Tompa Anna – orvos
- Török Ferenc – építész
- Tóth Gábor – vegyész (Budapest)
- Tóth Gábor – vegyész (Szeged)
- Tóth József – daganatpatológus
- Tringer László – ideg-elmeorvos, klinikai pszichológus
- Tulassay Tivadar – gyermekorvos
- Tulassay Zsolt – orvos, belgyógyász
- Vajna Zoltán – gépészmérnök
- Varga Károly – szociológus
- Varga Károly – vegyészmérnök, matematikus
- Végvári György – kertészmérnök
- Vékey Károly – vegyész
- Verő József – geofizikus, mérnök
- Vidóczy Tamás – vegyész, fotokémikus
- Visy Zsolt – régész
- Vizkelety András – irodalomtörténész
- Vörös József – közgazdász
- Záborszky Zoltán – traumatológus
- Závodszky Péter – biofizikus

### Kilépett
- Mellár Tamás 2016. szeptember 8. előtt[7]
- Ángyán József 2016-ban, a menekültekkel kapcsolatos, „önző és a keresztény értékrendtől messze távol álló” álláspont miatt[8]
- Solymosi Frigyes – 2016-ban[9]
- Freund Tamás 2018-ban, a Magyar Tudományos Akadémia finanszírozásának átalakítása miatt[10]
- Szathmáry Eörs 2018-ban, a Magyar Tudományos Akadémia elleni támadás miatt[11]